# Athrycia trepida
Athrycia trepida là một loài ruồi trong họ Tachinidae.